# Mercedes-Benz F100

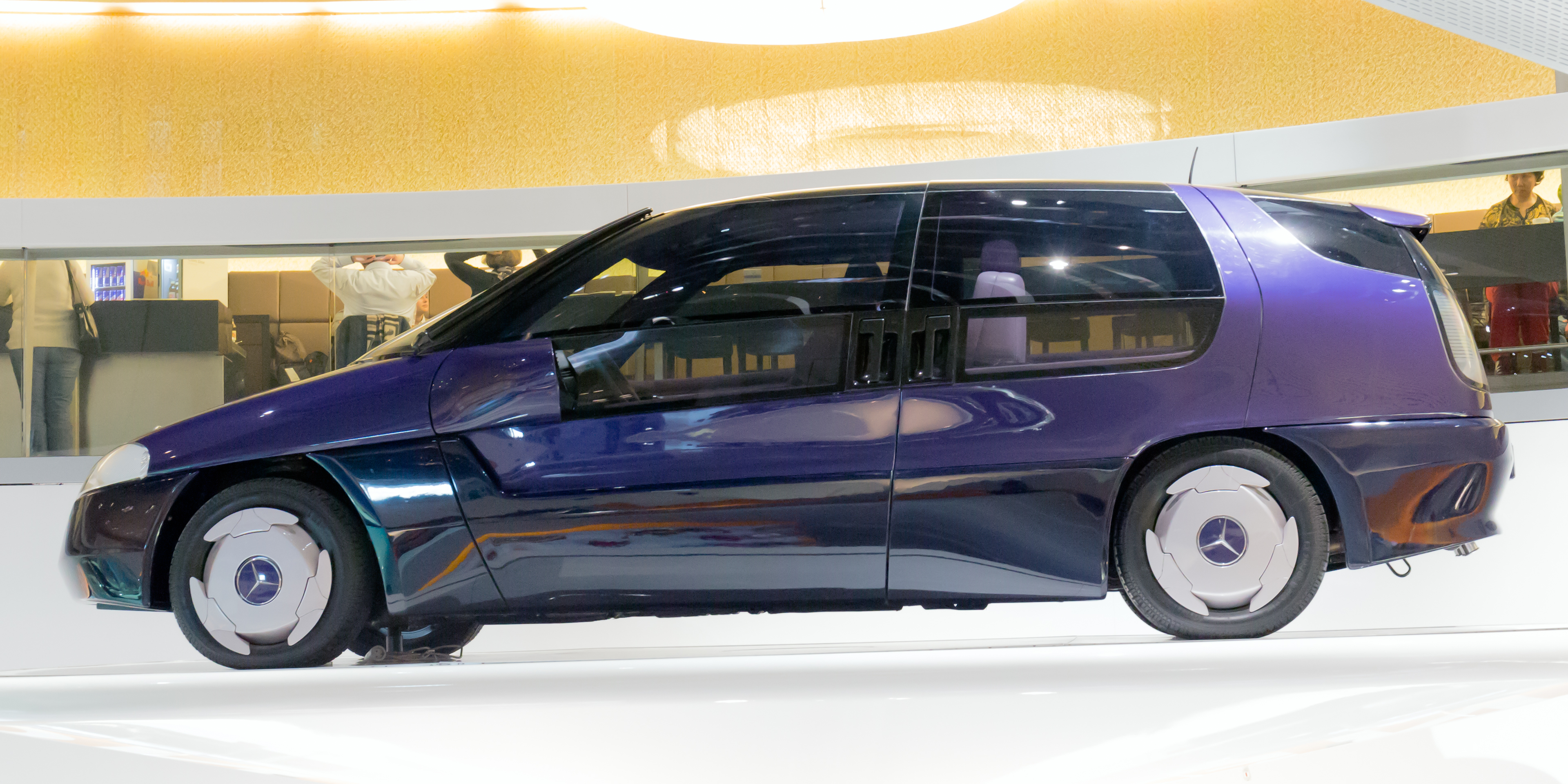
Vista lateral do F100

O Mercedes-Benz F100 é um carro conceptual da, então, Daimler-Benz, apresentado no Salão Internacional do Automóvel da América do Norte, em 1991. O objetivo era apresentar inovações, em termos de controlo, design e conforto, nos automóveis de passageiros.

## Inovações
A F100 introduziu diversas características que mais tarde apareceram em modelos de produção da Mercedes. O ano de lançamento destas inovações em modelos Mercedes de produção está entre parêntesis:
- Sistema de controlo de velocidade de cruzeiro autónomo (1999, Distronic)
- Assistência Ativa de Ângulo Morto e Assistência Ativa à Manutenção na Faixa de Rodagem (2010)
- Teto de células fotovoltaicas (2002, Maybach 62)
- Lâmpadas de Xénon HID (descarga de alta intensidade) para faróis médios (1995)
- Reconhecimento de voz (1996)
- Sistema de monitorização da pressão dos pneus (1999)
- Sensor de chuva (1995)
- Cartão com chip em vez de chaves simples (1998, Keyless Go)
- Sistema anti-colisão (2005, radar Distronic Plus com BAS Plus)